# Leonor Rinaldi
Felisa Leonor Bivorio (Buenos Aires, 11 de septiembre de 1894-ib., 14 de abril de 1977), más conocida como Leonor Rinaldi, fue una actriz cómica argentina de cine, radio, teatro y televisión.

## Carrera
Inició su carrera en el sainete y como extra en un grupo filodramático  debutando profesionalmente en teatro en 1918. En 1936 debutó en cine en Ya tiene comisario el pueblo, de Claudio Martínez Paiva y Eduardo Morera, con Agustín Irusta y Roberto Fugazot. De los 15 títulos donde participó, no tuvo ninguna actuación destacada, pero sus papeles más recordables son "El otro yo de Marcela", "Un hombre cualquiera", con Narciso Ibáñez Menta y su protagónico en Mi marido hoy duerme en casa. En 1967 acompañó a Pepe Biondi en "Patapúfete".
Desde muy joven y debido a su contextura física, siempre desempeñó el papel de actriz de carácter. Su cuerpo robusto, con tendencia a la obesidad, que le daba apariencia de más edad, hizo que generalmente compusiera papeles de suegra o de madre, incluso de actrices que eran mayores que ella. Se consagró como creadora de personajes cómicos como "la gallega", "la criolla" y "la italiana".
En 1964 formó parte del elenco multiestelar de El octavo infierno; además trabajó en numerosos ciclos radiales, haciendo rubro con Gerardo Chiarella.
En teatro realizó grandes éxitos, donde representó su talento y simpatía. A lo largo de su extensa carrera teatral como actriz y directora formó exitosas compañías junto a estrellas de primera línea como Pepe Arias, Tomás Simari, Luis Arata, Juan Dardés, Alberto Anchart, Carlos Morganti, Ignacio Corsini, Gregorio Cicarelli, Marcelo Ruggero, Mario Fortuna, Berta Gangloff, Enrique Serrano, Jesús Gómez y Pedro Tocci.
En 1970 intervino en su último filme "Joven, viuda y estanciera", de Julio Saraceni.
Falleció el 14 de abril de 1977 en Buenos Aires a los 83 años. En lo que respecta a su vida privada tuvo tres matrimonios: El primero con el administrador y empresario teatral Félix Rinaldi, con quien tuvo a su hijo también actor Alberto Rinaldi, luego se casó en 1945 con Gerardo Chiarella.

## Premios
En 1948 recibió un premio entregado por la Intendencia Municipal a los mejores intérpretes del año, como mejor actriz cómica de 1947 por su actuación teatral en En el tiempo en el que había guapos.

## Filmografía
- Los tres berretines (1933)

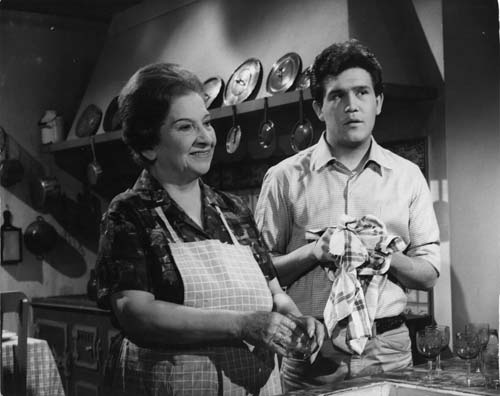
Leonor Rinaldi y Leo Dan en la película ¡Cómo te extraño mi amor...! (1966).

- Ya tiene comisario el pueblo (1936)
- Una prueba de Cariño (1938)
- Pampa y cielo (1938)
- Ha entrado un ladrón (1940)
- La calle Corrientes (1943)
- El otro yo de Marcela (1950)
- Suegra último modelo (1953)
- Un hombre cualquiera (1954)
- Escuela de sirenas... y tiburones (1955)
- Mi marido hoy duerme en casa (1955)
- Música, alegría y amor (1956)
- El octavo infierno, cárcel de mujeres (1964)
- ¡Cómo te extraño...! (1966)
- Patapúfete (1967)
- Joven, viuda y estanciera (1970)

## Radio
- Mamá no quiere casarse, que luego fue llevado a la televisión con gran éxito.
- Jettatore, con Luisa Vehil
- Misia Pancha, la brava
- El otro yo de Marcela.
- Bendita seas, junto a Pedro Maratea, León Zárate y Herminia Franco.[2]

## Televisión
- 1956: Teatro de la noche / Teatro del lunes.
- 1960: Teatro argentino de ayer, de hoy y de siempre.
- 1960: Mamá no quiere casarse.
- 1961: Mamá ahora quiere casarse.
- 1962: Residencial La Alegría.
- 1969: Domingos de teatro cómico.
- 1970: La muela del juicio.
- 1971: La comedia del domingo.[3]

## Teatro
- La loca del azul (1918) de Enrique García Velloso.
- Pan blanco (1922).
- Stéfano (1928), en el rol de Doña María Rosa.
- Don Chicho (1933).
- El gorro de cascabeles (1933), de Luigi Pirandello.
- Mi hermano el ingeniero (1935), de Eduardo Pappo.
- Ahora mandan las mujeres (1935),  de Florencio Chiarello.[4]
- Tres caballeros de frac (1935).
- Cuando lloran los payasos (1936), de Alberto Vacarezza.
- ¡No hay suegra como la mía! (1937).
- Llegó Don Pedro de afuera (1938).
- Que suerte la de Bachicha (1939).
- ¡Despertáte Juan!¡Que las ocho son! (1939).
- Sisebuta dictadora (1940).
- Doña Tiburcia Zapata se va para Mar del Plata (1940).
- La novia perdida (1941).
- ¡Que lindo vivir sin suegra! (1941).
- Las d'enfrente (1942).
- El diablo andaba en los choclos (1943).
- ¿Casarse con una viuda? ¡Qué cosa más peliaguda! (1944).
- ¡Criolla linda, si si! (1945).
- Criolla linda (1946).
- Vasco lindi, ¡si si! (1946).
- Gran avispero político (1946).
- En el tiempo que había guapos (1947), de Arsenio Mármol.
- El tango... hay que saberlo bailar (1947).
- ¡Han robado un millón! (1947).
- La borrachera del tango (1947).
- No se achique Don Enrique (1948), estrenada en el T. Apolo con la Compañía Argentina de Espectáculos Cómicos encabezada junto a Gregorio Cicarelli, Tito Lusiardo y Juan Dardés.[5]
- Entre taitas anda el juego (1948).
- Viuda fiera y avivata busca soltero con plata (1952), de Germán Ziclis. Se estrenó en el Teatro Cómico en una compañía que formó junto al actor Francisco Álvarez.[6]
- 40.000 locos sueltos, de Lucio Escobar (1952).
- ¡Esto es inaudito papá! (1953).
- Mi marido hoy duerme en casa (1953/1954), de Abel Santa Cruz, en el Teatro Apolo.
- ¡Las chicas ya tienen novio! (1955).
- La cocinera y el millonario (1955).
- Se necesitan contrabandistas (1955).
- De la chacra al palacete bien casada y con billetes (1956).
- ¡Mamá no quiere casarse! (1957).
- Jettatore (1964).
- Entre goles y milongas.
- Una noche en el Marrocco.
- Mi suegra stá loca... loca... locasa... ¿y la suya? (1968).
- Mi marido no corta...ni pincha (1971) de Marcos Bronenberg.
- También los guapos aflojan.
- Patio de tango.

## Galardones
- 1947: Premio a la "Mejor Actriz" del año otorgado por la Subsecretaria de cultura por su actuación en la obra En el tiempo que había guapos.
- 1962: Premio Martín Fierro como "Mejor Actriz Cómica" por el programa Residencial La Alegría.